# Chrastice (Staré Město)
Chrastice (německy Kratzdorf) jsou vesnice, část města Staré Město v okrese Šumperk v Olomouckém kraji. Leží na severu Moravy mezi Králickým Sněžníkem, Rychlebskými horami a Jeseníky u Chrastického potoka. Na jejím území leží bývalá vesnice Hynčice pod Sušinou. Vesnice s okolím je považována za vhodný výchozí bod pro turistické a trampské výpravy do okolních hor. Lokální železniční trať spojuje vesnici s Hanušovicemi, kde jsou přípoje na vlaky Olomouc–Jeseník.

## Název
Název vesnice byl původně pojmenováním jejích obyvatel Chrastici. Bylo odvozeno od osobního jména Chrast a znamenalo "Chrastovi lidé". Německé jméno pochází z českého. Jeho vlivem se mezi 15. a 19. stoletím české jméno psalo též jako Krastice.

## Historie
První písemná zmínka o vesnici pochází z roku 1325, kdy byla i s okolím darována klášteru v Kamenci. Brzy se však vrátila do kolštejnského panství, kde již zůstala. Roku 1677 je zde uváděno 39 osedlých, roku 1880 pak 512 obyvatel. Všichni zdejší usedlíci byli Němci a v roce 1930 jich bylo 440. V okolí se čile rozvíjí letní i zimní turistika včetně lázeňské.

## Obyvatelstvo
| Rok            | 1869 | 1880 | 1890 | 1900 | 1910 | 1921 | 1930 | 1950 | 1961 | 1970 | 1980 | 1991 | 2001 | 2011 | 2021 |
| -------------- | ---- | ---- | ---- | ---- | ---- | ---- | ---- | ---- | ---- | ---- | ---- | ---- | ---- | ---- | ---- |
| Počet obyvatel | 773  | 872  | 813  | 754  | 723  | 694  | 698  | 227  | 217  | 171  | 120  | 104  | 102  | 91   | 60   |
| Počet domů     | 116  | 124  | 125  | 150  | 151  | 150  | 155  | 114  | 47   | 40   | 32   | 37   | 40   | 43   | 40   |

## Obecní správa
Při sčítání lidu v letech 1850–1975 Chrastice byly samostatnou obcí v okrese Šumperk. Od 1. ledna 1976 jsou částí města Staré Město v okrese Šumperk.

## Pamětihodnosti
- Kaple Nejsvětější Trojice
- Množství dochované původní architektury
- Králický Sněžník a pramen Moravy
- přírodní památka Chrastický hadec

## Galerie

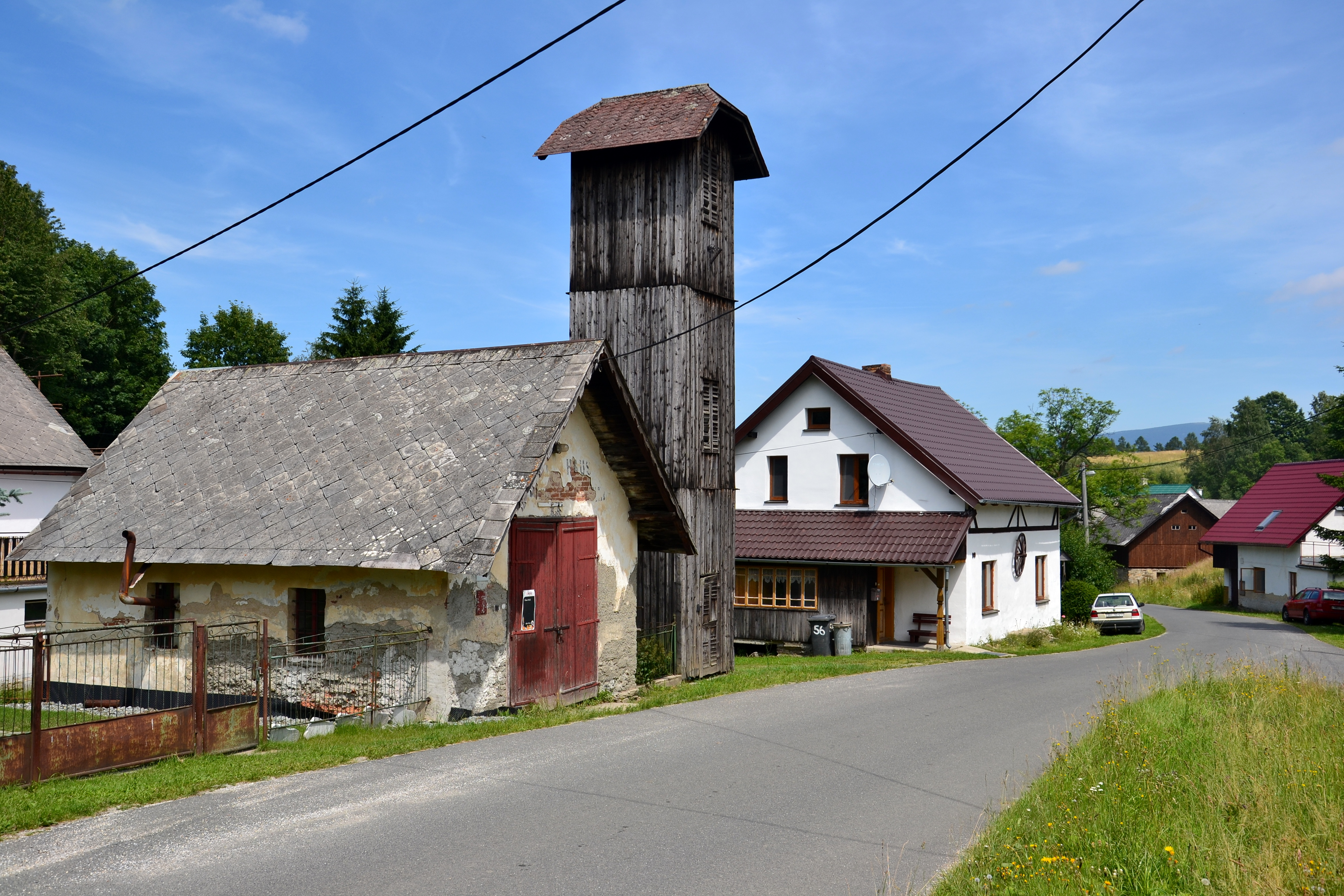
Náves
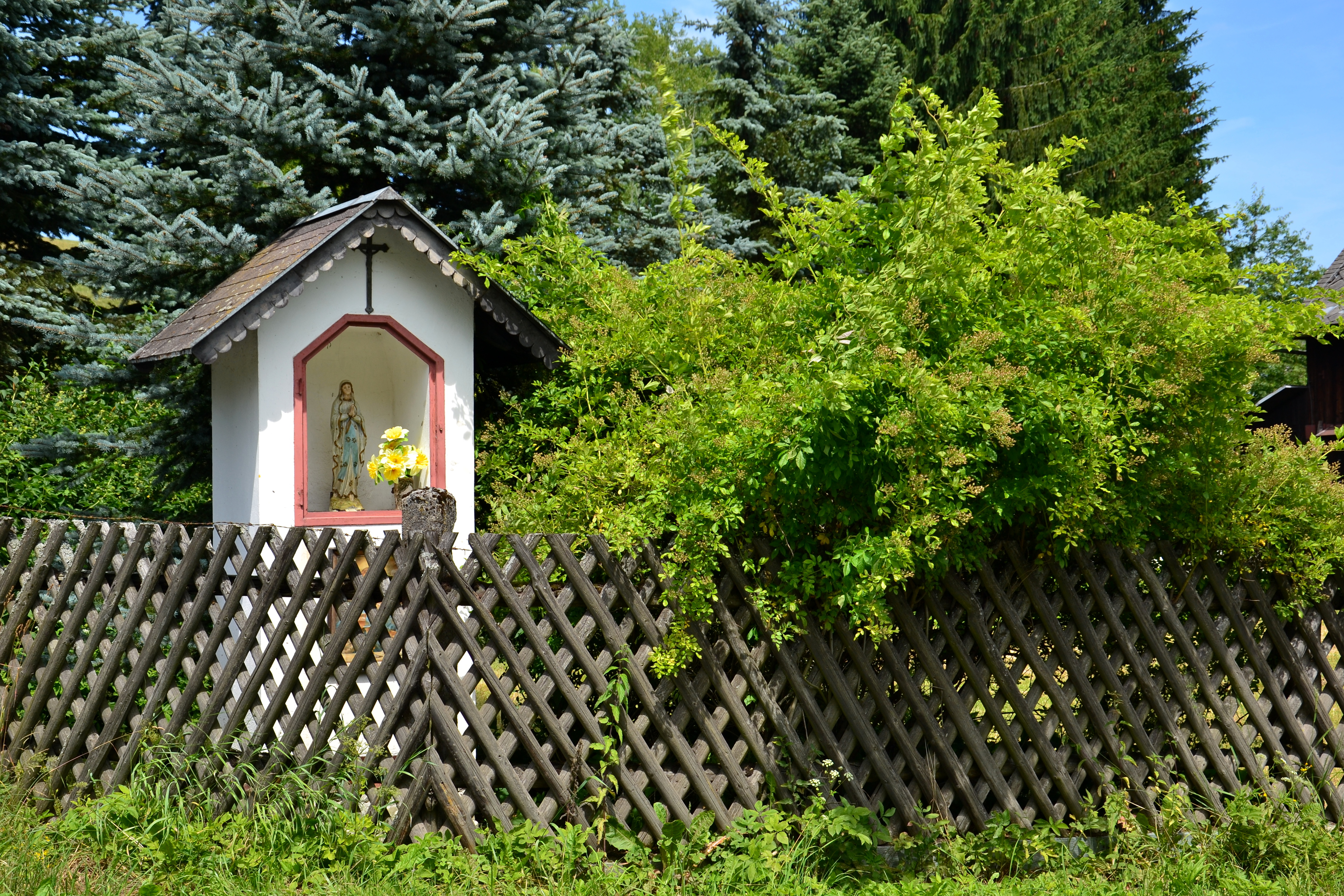
Kaplička
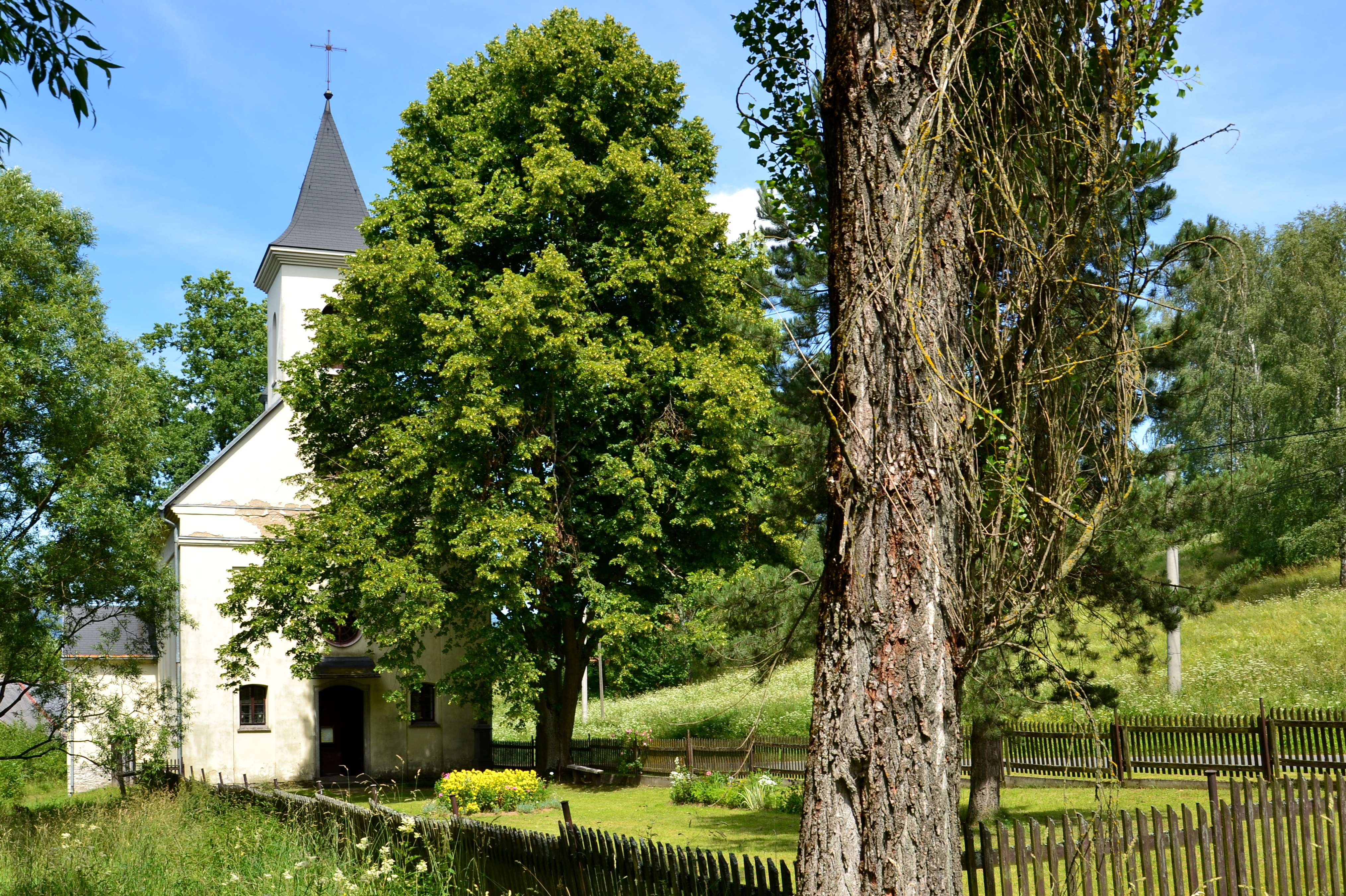
Kaple Nejsvětější Trojice
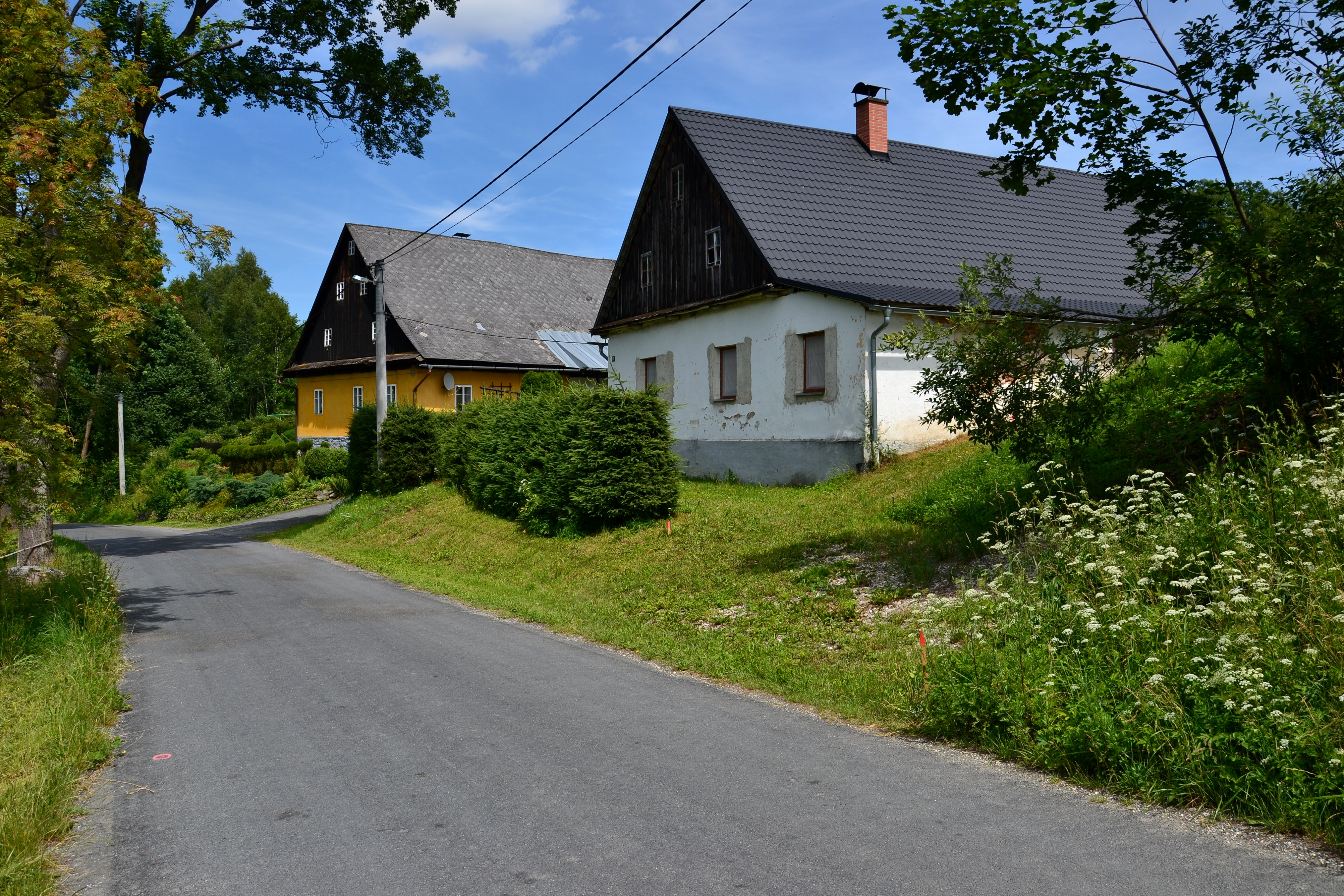
Zemědělské usedlosti